# Ковальский (лунный кратер)
Кратер Ковальский (лат. Kovalʹskiy), не путать с кратером Ковальский на Марсе, — крупный древний ударный кратер в южном полушарии обратной стороны Луны. Название присвоено в честь российского астронома польского происхождения Мариана Альбертовича Ковальского (1821—1884); утверждено Международным астрономическим союзом в 1970 г. Образование кратера относится к нектарскому периоду.

## Описание кратера

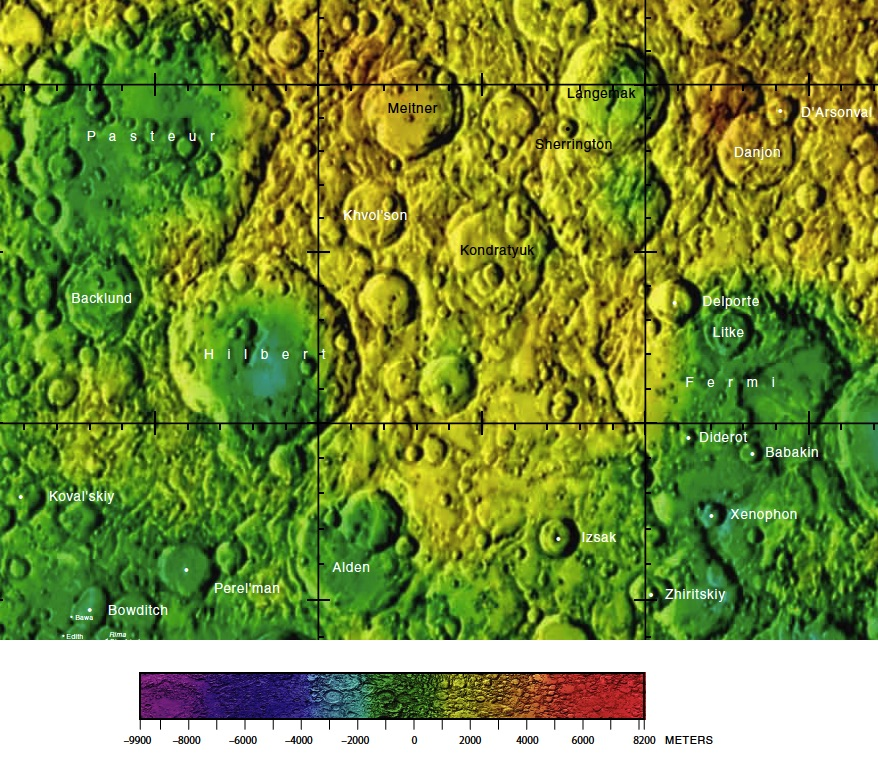
Окрестности кратера Ковальский. Фрагмент карты обратной стороны Луны.

Ближайшими соседями кратера Ковальский являются кратер Кюри на западе; кратер Склодовская на северо-западе; кратер Баклунд на севере-северо-востоке; кратер Гильберт на северо-востоке; кратер Перельман на востоке-юго-востоке; кратер Боудич на юге-юго-востоке; кратер Тициус на юге и кратер Лауритсен на юге-юго-западе. На юге-юго-востоке от кратера Ковальский находится Озеро Одиночества. Селенографические координаты центра кратера 21°53′ ю. ш. 101°02′ в. д. / 21,89° ю. ш. 101,03° в. д., диаметр 45,0 км, глубина 2,3 км.
Кратер Ковальский имеет полигональную форму, практически полностью разрушен за длительное время своего существования, трудно различим на фоне пересеченной окружающей местности. Юго-западную часть кратера перекрывает сателлитный кратер Ковальский P (см. ниже), к северо-восточной части вала примыкает сателлитный кратер Ковальский B. Высота вала над окружающей местностью достигает 1120 м, объем кратера составляет приблизительно 1 900 км3. Дно чаши пересеченное, не имеет приметных структур.
На севере от кратера, в районе расположения сателлитного кратера Ковальский Y, находится участок местности с высоким альбедо. От этого участка в юго-восточном направлении отходит одиночный слабо выраженный луч, пересекая кратер Ковальский.

## Сателлитные кратеры

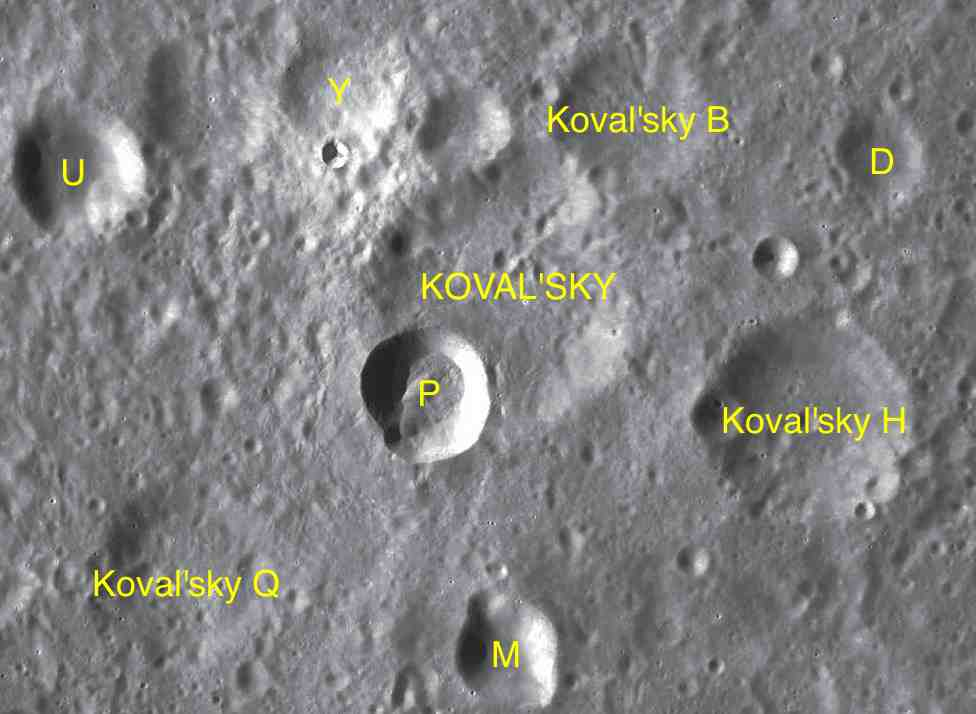
Фрагмент карты LAC-100.

| Ковальский | Координаты                                              | Диаметр, км |
| ---------- | ------------------------------------------------------- | ----------- |
| B          | 20°55′ ю. ш. 101°46′ в. д. / 20,91° ю. ш. 101,77° в. д. | 26,8        |
| D          | 21°04′ ю. ш. 103°18′ в. д. / 21,07° ю. ш. 103,3° в. д.  | 17,4        |
| H          | 22°31′ ю. ш. 102°52′ в. д. / 22,52° ю. ш. 102,87° в. д. | 34,6        |
| M          | 23°53′ ю. ш. 101°05′ в. д. / 23,88° ю. ш. 101,08° в. д. | 17,7        |
| P          | 22°26′ ю. ш. 100°34′ в. д. / 22,43° ю. ш. 100,57° в. д. | 23,2        |
| Q          | 23°26′ ю. ш. 99°05′ в. д. / 23,44° ю. ш. 99,09° в. д.   | 32,3        |
| U          | 21°10′ ю. ш. 98°29′ в. д. / 21,17° ю. ш. 98,48° в. д.   | 22,9        |
| Y          | 20°43′ ю. ш. 100°03′ в. д. / 20,71° ю. ш. 100,05° в. д. | 19,0        |

## См.также
- Список кратеров на Луне
- Лунный кратер
- Морфологический каталог кратеров Луны
- Планетная номенклатура
- Селенография
- Минералогия Луны
- Геология Луны
- Поздняя тяжёлая бомбардировка